# Allaiocerus
Allaiocerus is een kevergeslacht uit de familie van de boktorren (Cerambycidae). De wetenschappelijke naam van het geslacht werd voor het eerst geldig gepubliceerd in 1987 door Galileo.

## Soorten
Allaiocerus is monotypisch en omvat slechts de volgende soort:
- Allaiocerus metallicus Galileo, 1987